# Вулька-Лентовська
Вулька-Лентовська (пол. Wólka Łętowska) — село в Польщі, у гміні Нова Сажина Лежайського повіту Підкарпатського воєводства.
Населення — 604 особи (2011).
У 1975-1998 роках село належало до .

## Демографія
Демографічна структура станом на 31 березня 2011 року:
|          | Загалом | Допрацездатний вік | Працездатний вік | Постпрацездатний вік |
| -------- | ------- | ------------------ | ---------------- | -------------------- |
| Чоловіки | 297     | 72                 | 191              | 34                   |
| Жінки    | 307     | 74                 | 159              | 74                   |
| Разом    | 604     | 146                | 350              | 108                  |